# Christine Gossé
Christine Gossé (Offenburg, RFA, 26 de octubre de 1964) es una deportista francesa que compitió en remo.
Participó en cuatro Juegos Olímpicos de Verano, entre los años 1984 y 1996, obteniendo una medalla de bronce en Atlanta 1996, en la prueba de dos sin timonel, el quinto lugar en Los Ángeles 1984 (cuatro scull con timonel) y el cuarto en Barcelona 1992 (dos sin timonel).
Ganó tres medallas en el Campeonato Mundial de Remo entre los años 1993 y 1995.

## Palmarés internacional
| Juegos Olímpicos   | Juegos Olímpicos              | Juegos Olímpicos  | Juegos Olímpicos |
| Año                | Lugar                         | Medalla           | Prueba           |
| ------------------ | ----------------------------- | ----------------- | ---------------- |
| 1996               | Atlanta (Estados Unidos)      | Medalla de bronce | Dos sin timonel  |
| Campeonato Mundial |                               |                   |                  |
| Año                | Lugar                         | Medalla           | Prueba           |
| 1993               | Račice (República Checa)      | Medalla de oro    | Dos sin timonel  |
| 1994               | Indianápolis (Estados Unidos) | Medalla de oro    | Dos sin timonel  |
| 1995               | Tampere (Finlandia)           | Medalla de bronce | Dos sin timonel  |